# گئورگ درشر
گئورگ درشر (انگلیسی: Georg Drescher؛ ۱۷ مارس ۱۸۷۰ – ۲۳ اکتبر ۱۹۳۸) دوچرخه‌سوار اهل آلمان بود.